# میگل چاکون دیاز
میگل چاکون دیاز (اسپانیایی: Miguel Chacón Díaz‎; ۱۴ ژانویهٔ ۱۹۳۰ – ۲۸ ژوئیهٔ ۲۰۱۱) دوچرخه‌سوار اهل اسپانیا بود. وی در مسابقات تور دو فرانس شرکت کرده است.